# Gamma Pyxidis
γ Pyxidis (Gamma Pyxidis, kurz γ Pyx) ist der dritthellste Stern im Sternbild Schiffskompass. Er leuchtet in oranger Farbe und erscheint dem bloßen Auge relativ lichtschwach, da seine scheinbare Helligkeit nur 4,01m  beträgt. Nach Parallaxen-Messungen der Raumsonde Gaia ist er etwa 210 Lichtjahre von der Erde entfernt. Er ist ein Einzelstern, besitzt also keinen stellaren Begleiter.
γ Pyx hat das Hauptreihenstadium bereits verlassen und gehört als Riesenstern der Spektralklasse K3 III an. Er ist ein Red Clump Star und befindet sich bei seiner Eintragung ins Hertzsprung-Russell-Diagramm auf dem Horizontalast. Demnach bezieht er seine Energie durch Heliumbrennen in seinem Inneren. Die chemische Zusammensetzung der Sternatmosphäre ähnelt jener der Sonne; so weist sie im Spektrum ungefähr den gleichen Gehalt an Eisen auf. γ Pyx besitzt etwa 1,64 Sonnenmassen, 22 Sonnendurchmesser und 150 Sonnenleuchtkräfte. Mit einer effektiven Temperatur  seiner Photosphäre von circa 4320 Kelvin ist der Stern an seiner Oberfläche deutlich kühler als die Sonne.